# Frättbottjärnen
Frättbottjärnen är en sjö i Sollefteå kommun i Ångermanland och ingår i Ångermanälvens huvudavrinningsområde. Sjön har en area på 0,034 kvadratkilometer och ligger 334,8 meter över havet.

## Delavrinningsområde
Frättbottjärnen ingår i det delavrinningsområde (704007-156825) som SMHI kallar för Ovan 703767-156798. Medelhöjden är 388 meter över havet och ytan är 11,92 kvadratkilometer. Det finns inga avrinningsområden uppströms utan avrinningsområdet är högsta punkten. Mångmanån som avvattnar avrinningsområdet har biflödesordning 2, vilket innebär att vattnet flödar genom totalt 2 vattendrag innan det når havet efter 84 kilometer. Avrinningsområdet består mestadels av skog (96 procent). Avrinningsområdet har 0,03 kvadratkilometer vattenytor vilket ger det en sjöprocent på 0,3 procent.